# Trigonidium alternatum
Trigonidium alternatum är en insektsart som först beskrevs av Perkins, R.C.L. 1899.  Trigonidium alternatum ingår i släktet Trigonidium och familjen syrsor. Inga underarter finns listade i Catalogue of Life.